# Karlsruhe (Schiff, 1916)
Die Karlsruhe war ein Kleiner Kreuzer der Kaiserlichen Marine und wurde im Ersten Weltkrieg eingesetzt.

## Technik

### Antrieb
Im Gegensatz zu den drei Schwesterschiffen, die Turbinenanlagen erhalten hatten, die mit denen der Graudenz-Klasse identisch waren, wurden auf der Karlsruhe zwei Satz Marineturbinen eingebaut, deren Hochdruckstufen über Rädergetriebe auf die Propellerwellen wirkten.

## Geschichte

### Bau und Stapellauf
Das Schiff lief als zweites Schiff der ab 1915 gebauten zweiten Königsberg-Klasse am 31. Januar 1916 ohne besondere Feierlichkeiten vom Stapel. Der Kleine Kreuzer Karlsruhe wurde am 15. November 1916, unter dem Kommando des Fregattenkapitän Tietgens, in Dienst gestellt. Nach seiner Erprobung wurde er der II. Aufklärungsgruppe der Hochseeflotte zugeteilt.

### Die Aufgabe
Die Hauptaufgabe der II. Aufklärungsgruppe bestand in den Jahren 1917/1918 in der Sicherung der Minensuch- und Räumverbände auf den minenfreien Wegen im äußeren Minengürtel der Deutschen Bucht. Die Wege führten durch den britischen Minengürtel, der sich um die Deutsche Bucht legte und sich fortlaufend durch neu gelegte Sperren in die Nordsee hinaus verlagerte. Diese minenfreien Wege waren für Unternehmungen der Flotte sowie für das Aus- und Einlaufen der U-Boote von großer Wichtigkeit.
Im Herbst 1917 nahm die II. Aufklärungsgruppe mit der Karlsruhe, unter Führung des Konteradmiral Ludwig von Reuter, an den Operationen zur Eroberung der baltischen Inseln teil. Nachdem sie ihre Aufgaben erfüllt hatte, geleitete die Karlsruhe eine Gruppe der Transportflotte zurück in die Danziger Bucht. Hiernach verlegten die in die Ostsee entsandten Teile der Hochseeflotte wieder in die Nordsee. Bis zum Kriegsende war die Karlsruhe bei der Sicherung der Deutschen Bucht tätig. Am 18. August 1918 schifften sich Kaiser Wilhelm II. und der Großherzog von Baden auf der Baden ein, um im Verband mit Hindenburg, Karlsruhe und mehreren Torpedobooten die Befestigungen Helgolands zu inspizieren.
Nach den Waffenstillstandsbedingungen mussten die Schiffe der Hochseeflotte, darunter auch die Karlsruhe, der Entente desarmiert (entwaffnet) übergeben werden.

### Der Untergang
Am 19. November 1918 verließ die Karlsruhe Wilhelmshaven zum letzten Mal. Mit 73 anderen Schiffen der kaiserlichen Hochseeflotte nahm sie Kurs auf Rosyth am Firth of Forth. Dort wurden alle Schiffe entwaffnet. Anschließend liefen sie weiter nach Scapa Flow, einer geräumigen Bucht im Süden der Orkneyinseln, wo die Schiffe vor Anker gingen. Die Karlsruhe ankerte nördlich von Cava. Kurz vor der Unterzeichnung des Versailler Vertrags wurde die Gefahr einer gewaltsamen Besetzung der deutschen Kriegsschiffe immer deutlicher. Daher befahl Konteradmiral von Reuter alle internierten Kriegsschiffe zur Selbstversenkung vorzubereiten. Als am 21. Juni 1919 um 11:00 Uhr mit dem vorher vereinbarten Flaggensignal der Befehl zur Selbstversenkung gegeben wurde, sanken im Laufe des Tages insgesamt 5 Schlachtkreuzer, 11 Schlachtschiffe, 8 Kleine Kreuzer und 50 Torpedoboote. Die übrigen Schiffe konnten die Briten auf Grund setzen. Der Kleine Kreuzer Karlsruhe sank als eines der letzten Schiffe gegen 15:50 Uhr. Er konnte, ebenso wie sechs weitere Schiffe, nicht gehoben werden und liegt heute noch auf dem Grund von Scapa Flow auf Position 58° 53′ 26,9″ N, 3° 11′ 25,5″ W. Eines seiner 15-cm-Geschütze wurde geborgen. Es steht heute zur Ausstellung im Scapa Flow Visitor Centre.

## Kommandanten
- Fregattenkapitän Johannes Tietgens: von der Indienststellung im November 1916 bis November 1918
- Kapitänleutnant Egon von Ruville: Internierungskommandant